# Malcolm X: Make It Plain

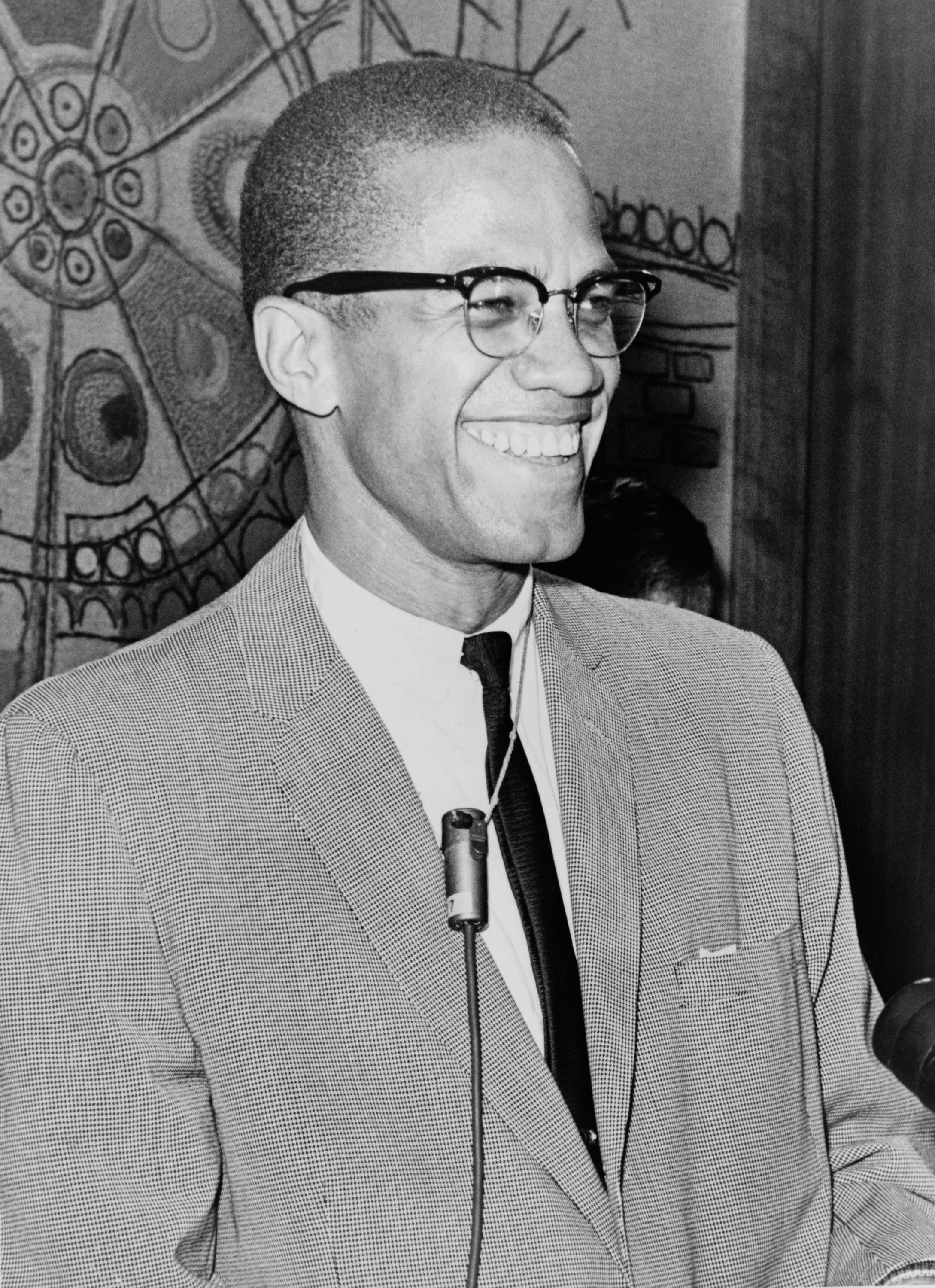
Malcolm X.

Malcolm X: Make It Plain es un documental en inglés, producido por Public Broadcasting Service en 2004, sobre la vida de Malcolm X.
El documental es narrado por Alfre Woodard, producido y dirigido por Orlando Bagwell, escrito por Steve Fayer y Orlando Bagwel y coproducido por Judy Richardson. Ha sido emitido en la BBC, History Channel, Discovery Channel, Biography Channel y PBS.
En la realización del documental varios especialistas y personajes cercanos a Malcolm X fueron consultados y entrevistados, entre los que se incluyen Ossie Davis, Alex Haley, Betty Shabazz y Wallace D. Muhammad, entre otros.